# Kuhi Kheyl
Kūhī Kheyl (farsi کوهی‌خیل) è una città dello shahrestān di Juybar, circoscrizione di Gil Khuran, nella provincia del Mazandaran in Iran. Aveva, nel 2006, una popolazione di 1.939 abitanti. 